# Olga Anatoljewna Gorschenina
Olga Anatoljewna Gorschenina (russisch Ольга Анатольевна Горшенина, wiss. Transliteration Ol'ga Anatol'evna Goršenina; * 9. November 1990 in Toljatti) ist eine russische Handballspielerin.

## Karriere
Gorschenina spielte anfangs beim russischen Erstligisten GK Lada Toljatti. Mit dem GK Lada wurde die Rückraumspielerin im Jahr 2009 russische Vizepokalsiegerin und gewann 2012 sowie 2014 den EHF-Pokal. 2014 schloss sie sich dem Ligakonkurrenten GK Astrachanotschka an. Mit Astrachanotschka gewann sie 2016 die russische Meisterschaft. Anschließend wechselte sie zu GK Kuban Krasnodar. Eine Saison später schloss sie sich dem ungarischen Erstligisten Alba Fehérvár an. 2019 schloss sie sich dem russischen Erstligisten PGK ZSKA Moskau an. Mit ZSKA gewann sie 2021 die russische Meisterschaft. In der Saison 2021/22 lief sie für den rumänischen Erstligisten SCM Râmnicu Vâlcea auf. Anschließend wechselte Gorschenina zum deutschen Bundesligisten Sport-Union Neckarsulm, für den sie eine Saison auflief. Nach einer Pause ist Gorschenina seit April 2024 wieder zu GK Lada Toljatti gewechselt und hat in der Saison 2023/24 in fünf Spielen 13 Tore erzielt. Ab der Saison 2025/26 wird Gorschenina für den russischen Erstligisten GK Tschernomorotschka aus Noworossijsk auflaufen.
Gorschenina bestritt bislang 65 Länderspiele für die russischen Frauen-Nationalmannschaft, in denen sie 46 Treffer erzielte. Sie nahm mit der russischen Auswahl an der Handball-EM 2010 teil. Zuvor gehörte Gorschenina der russischen Juniorinnen-Nationalmannschaft an, mit der sie 2009 den dritten Platz der Europameisterschaft und 2010 den zweiten Platz bei der Weltmeisterschaft errang. Bei der Weltmeisterschaft 2019 gewann sie mit der russischen Auswahl die Bronzemedaille. Ein Jahr später nahm sie an der Europameisterschaft teil. Gorschenina erzielte im Turnierverlauf einen Treffer.